# NGC 1641
NGC 1641 ist ein offener Sternhaufen im Sternbild Dorado am Südsternhimmel.
Entdeckt wurde das Objekt am 2. Dezember 1834 von John Herschel.